# Allerheiligenkirche (Mühlhausen)

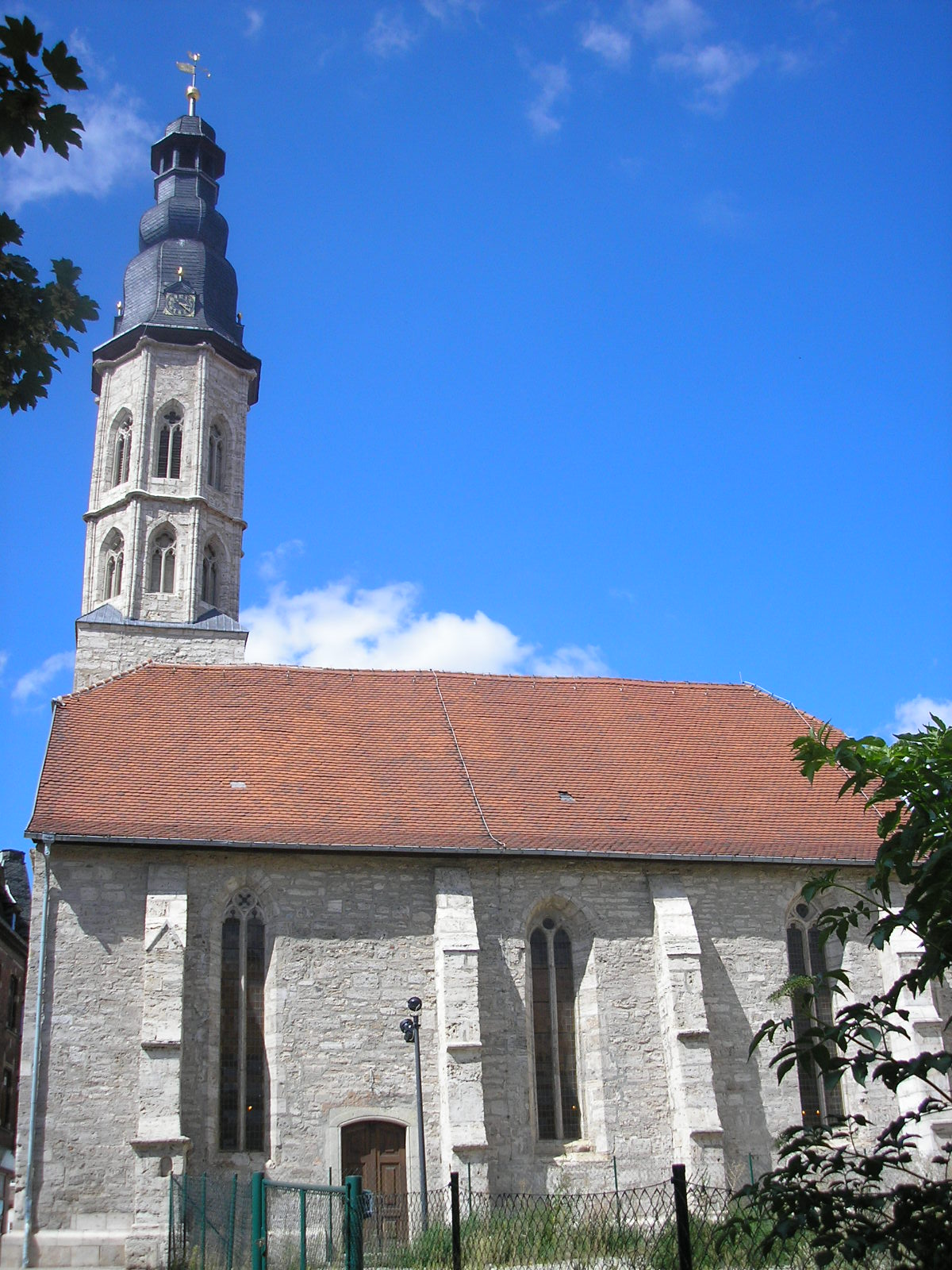
Die Allerheiligenkirche

Die Allerheiligenkirche befindet sich am unteren Steinweg in der Kreisstadt Mühlhausen im Unstrut-Hainich-Kreis in Thüringen und dient heute als Museum.

## Geschichte
Die einstige kleinste mittelalterliche Pfarrkirche Mühlhausens wurde als Sühne für die 1256 zerstörte Pfalzkirche der Mühlhäuser Reichsburg vor 1287 gegründet. Aus dieser Zeit stammt der Kern der chorlosen Saalkirche. Erst 1525 wurde sie in Verbindung mit Thomas Müntzer und der Bürgeropposition wieder erwähnt. 1685 wurden nach langer Abstinenz wieder Gottesdienste in ihr durchgeführt. Ursprünglich besaß sie einen Spitzhelm, der ebenso wie die Innenausstattung dem Brand von 1689 zum Opfer fiel. 1716–1719 wurde die Kirche mit aufgestocktem Kirchturm und „spanischer Haube“ im Barockstil wiederaufgebaut. Sie erhielt 1724 einen Kanzelaltar, eine Orgel, dreiseitig umlaufende marmorierte Emporen sowie ein bemaltes Holztonnengewölbe. Nach Aufhebung als Pfarrgemeinde verfiel die Kirche seit etwa 1900.

## Restaurierung der Kirche
Restaurierungsarbeiten von 1985 bis 1989 brachten dem Gebäude wieder Ansehen und eine neue Aufgabe. Mit diesem Ergebnis übergab die Stadt Mühlhausen das Gebäude an die  Mühlhäuser Museen zur Nutzung. Bis 2010 befand sich darin eine Museumsgalerie zu Thüringer Kunst des 20. Jahrhunderts. Seitdem ist die Allerheiligenkirche wegen baubedingter Umnutzung geschlossen.
Eine aufwendige Sanierung wurde im Rahmen der Thüringer Landesausstellung „freiheyt 1525 – 500 Jahre Bauernkrieg“ durchgeführt, die vom 26. April bis 19. Oktober 2025 in den Mühlhäuser Museen stattfindet. Die Allerheiligenkirche ist seither für museumspädagogische Programme, für Veranstaltungen und als History Lab wieder eröffnet.

## Heinrich-Pfeiffer-Denkmal
Vor der Kirche steht eine Bronzeplastik Heinrich Pfeiffers, eines Weggefährten des Reformators Thomas Müntzer.